# IC 5070
IC 5070 = Pelikannebel ist ein Emissionsnebel im Sternbild Cygnus, der etwa 2000 Lichtjahre entfernt ist. 
Das Objekt wurde am 10. Juni 1891 von Max Wolf entdeckt.